# Размер (музыка)

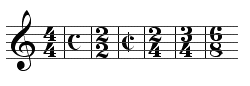
Основные музыкальные размеры.

Разме́р (подразумевается тактовый размер, размер такта) в музыке — знак нотации, характеризующий число ритмических единиц в такте. Нотируется обычно в виде дроби без черты, в знаменателе которой указывается длительность тактовой доли (или её подразделения), а в числителе — количество таких долей в такте. Для исполнителя тактовый размер служит визуальным идентификатором метра.

## Краткая характеристика
В классической 5-линейной нотации обозначается в виде дроби (но без чёрточки-разделителя). Размер нотируется в начале первой нотной системы, после ключа и ключевых знаков (при их наличии), а также при смене метра внутри пьесы. Выставляется на каждом нотоносце системы отдельно и сохраняет значение до конца произведения или до установления нового метра. Числитель этой дроби показывает число основных долей в такте, а знаменатель — их относительную длительность.
Примеры
1. Размер 2
2 состоит из двух долей, каждая из которых по длительности равна половинной ноте;
2. Размер 3
4 состоит из трёх долей, каждая из которых по длительности равна четвертной ноте;
3. Размер 4
4 состоит из четырёх долей, каждая из которых по длительности равна четвертной ноте;
4. Размер 6
8 состоит из шести долей, каждая из которых по длительности равна восьмой ноте;
5. Размер  эквивалентен 4
4;
6. Размер  эквивалентен 2
2 (alla breve);
7. Размер 4
1 состоит из четырёх долей, каждая из которых по длительности равна целой ноте.

Тактовый размер определяется чередованием сильных, слабых и относительно сильных ритмических долей, характерных для акцентной метрики.
Простых размеров всего два — двухдольный и трёхдольный; из них образуются сложные (в том числе размер 4
4) и смешанные (5
4, 7
4 и пр.) размеры. Смешанный размер образуется сочетанием двухдольных и трёхдольных размеров. Например, 5
8 = 3
8 + 2
8 или 2
8 + 3
8 (зависит от расстановки акцентов композитором).